# 彭鐸
彭鐸（1913年—1985年），字靈乾，湖南湘潭人。中國著名語言學家。

## 生平
1938年畢業于國立中央大學中文系。解放前曾任國立師範學院講師、副教授。1949年解放後，歷任西北師範學院教授、中文系主任、古籍整理研究所所長，中國歷史文獻學會第二屆副會長，中國訓詁學會第一屆常務理事，甘肅省語言學會第一屆會長。中國民主同盟盟員。1985年加入中國共產黨。

## 著作
主要著作有《潛夫論箋校正》（中華書局出版，並收入中華書局編的《新編諸子集成》）、《群書序跋撰要》、《唐詩三百首詞典》、《古籍校讀與語法學》及學術論文50多篇。他還精于詩文，所作舊體詩詞收入國內多種詩詞集中。